# James Gordon Bennett Jr.
James Gordon Bennett Jr. (anglès: James Gordon Bennett, Jr.)  (Nova York, 10 de maig de 1841 - Bèuluec de Mar, 14 de maig de 1918) va ser l'editor de The New York Herald, fundat pel seu pare, James Gordon Bennett Sr. (1795–1872), que havia emigrat d'Escòcia. Habitualment era conegut com Gordon Bennett per distingir-lo del seu pare.
Entre els seus molts èxits relacionats amb l'esport, va organitzar tant el primer partit de polo com el primer partit de tennis als Estats Units, i va guanyar personalment la primera cursa transoceànica de iots. Va patrocinar exploradors com el viatge d'Henry Morton Stanley a Àfrica per trobar David Livingstone i el desafortunat intent de l'USS Jeannette al pol nord.

## Biografia
Bennett va néixer el 10 de maig de 1841 a la ciutat de Nova York, fill de James Gordon Bennett Sr. (1795–1872), el fundador i editor del New York Herald. Era fill únic. Va créixer sobretot a França i va assistir a l'École Polytechnique.
El 1861 es va traslladar als Estats Units i es va allistar a la Marina de la Unió. El 1867, sota la tutela del seu pare, va fundar The Evening Telegram, un diari d'entreteniment i xafarderies que més tard es va convertir en el New York World-Telegram. L'1 de gener de 1867, l'ancià Bennett li va cedir el control del Herald. Bennett va augmentar el perfil del diari a l'escenari mundial quan va proporcionar el suport financer per a l'expedició de 1869 d'Henry Morton Stanley a l'Àfrica per trobar David Livingstone a canvi que el Herald tingués l'exclusiva del viatge de Stanley.
El 1872, va encarregar un edifici a Manhattan a Arthur D. Gilman, que va popularitzar l'estil Segon Imperi i les façanes de ferro colat. L'edifici encara existeix, al carrer Nassau. Encara que el va vendre el 1889 i va ser molt ampliat durant els cinc anys següents, continua sent conegut com The Bennett Building. Va ser construït en un lloc que abans ocupaven les oficines i la impremta del Herald, i el Herald va tornar a traslladar-s'hi més tard. El 1890, va encarregar un nou edifici Herald a la Sisena Avinguda amb Broadway, acabat el 1895.
El 1880, Bennett va establir edicions internacionals del seu diari a París i Londres; el seu successor és l'edició internacional del New York Times, coneguda llavors com International Herald Tribune. El 1883, es va associar amb John W. Mackay per fundar la Commercial Cable Company. Va ser un negoci reeixit i va proporcionar grans ingressos addicionals a Bennett.